# Benedetto Cairoli

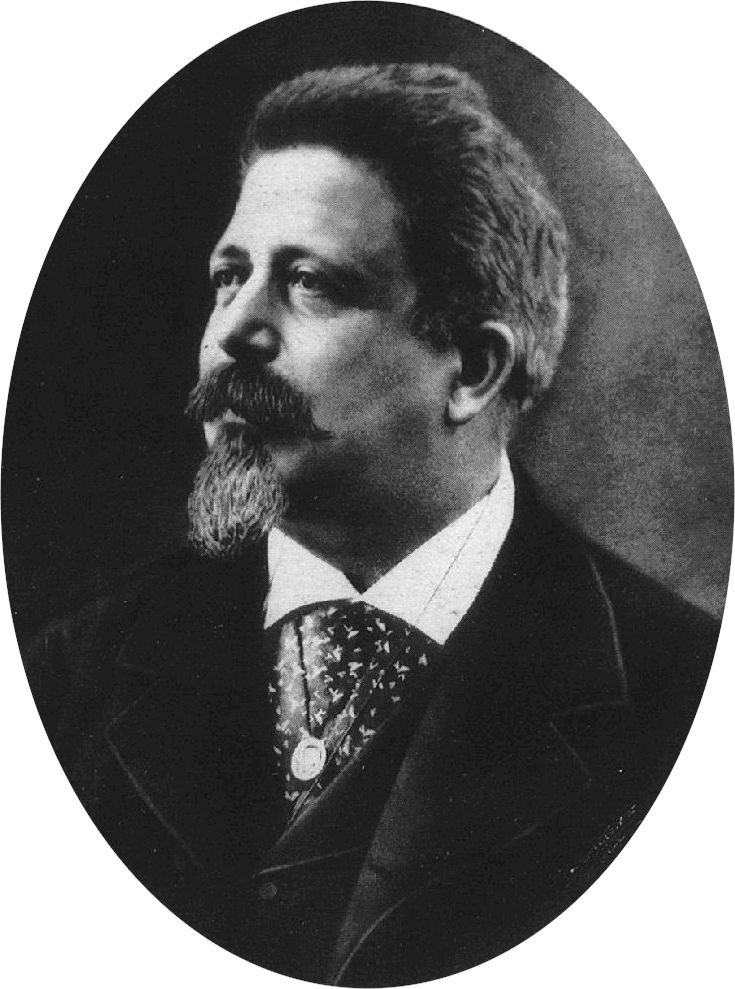
Benedetto Cairòli

Benedetto Cairoli (Ital. Ausspracheⓘ) (* 28. Januar 1825 in Pavia; † 8. August 1889 in Neapel) war ein italienischer Freiheitskämpfer und Staatsmann. Er widmete sich von 1848 bis zur Vollendung der nationalen Vereinigung im Jahre 1870 dem Risorgimento. Zunächst war er ein Anhänger von Garibaldi, später ein politischer Flüchtling und Verschwörer gegen die Besatzungsmacht Österreich und schließlich Abgeordneter im italienischen Parlament. Cairoli war zwei Mal Präsident des Ministerrats Italiens:
- 24. März 1878–19. Dezember 1878 und
- 14. Juli 1879–29. Mai 1881

## Beteiligung am Risorgimento
Er führte ein Kommando von Freiwilligen, das von 1859 bis 1860 die italienische Einigungsbewegung unter Garibaldi unterstützte. Dabei wurde er in der Schlacht von Calatafimi leicht verletzt, später, im Jahr 1860, erlitt er schwere Verletzungen in Palermo. Im Jahre 1866 nahm er als Oberst an Garibaldis Feldzug in Tirol teil, 1867 kämpfte er in Mentana und war 1870 an den Verhandlungen mit Bismarck beteiligt, im Zuge derer der deutsche Kanzler die Zustimmung für eine Annexion Roms seitens Italiens versprach, ebenso wie die Anerkennung seiner natürlichen Grenzen. Dieses Versprechen sollte unter der Voraussetzung gelten, dass die Demokratische Partei eine Allianz zwischen König Viktor Emanuel II. und Napoléon III. verhinderte.

## Cairolis erste Regierung
Der persönliche Charme Cairolis wurde in den Augen der Italiener dadurch verstärkt, dass seine vier Brüder in den Kriegen des Risorgimentos gefallen waren und seine Mutter auf Unterstützungszahlungen und Ehrungen verzichtete. Dies förderte das ohnehin schon positive Bild, das die italienische Bevölkerung von ihm hatte. Als die Linke 1876 die Macht ergriff, wurde Cairoli, seit 16 Jahren Abgeordneter im Parlament, Fraktionschef seiner Partei. Nach dem Fall der Regierungen von Agostino Depretis und Francesco Crispi bildete er im März 1878 sein erstes Kabinett; dieses praktizierte eine pro-französische und irredentistische Politik.
Nach der Heirat mit der Gräfin Elena Sizzo von Trient, eine damals von Österreich verwaltete Stadt, konnte er die irredentistischen Strömungen nicht daran hindern, das Land an den Abgrund eines Krieges gegen Österreich zu führen. Seine nachgiebige Politik 1878 beim Berliner Kongress führte zu großer Enttäuschung in Italien, da dem Land keinerlei Konzessionen zugesprochen wurden, während Österreich-Ungarn ein europäisches Mandat für die Besetzung von Bosnien und Herzegowina erhielt. 
Als der junge König Umberto I. und Cairoli am 17. November 1878 Neapel besuchten, griff ein Attentäter Umberto mit einem Säbel an. Cairoli schützte den König mit seinem Körper und wurde dabei selbst verwundet. 
Cairolis erste Regierung stürzte am 19. Dezember 1878.

## Die zweite Regierung Cairoli
Am 3. Juli 1879 kam Cairoli erneut an die Macht und bildete im folgenden November eine Koalitionsregierung mit Depretis, bei der er sowohl das Amt des Präsidenten des Ministerrats als auch das des Außenministers ausübte. Die Außenpolitik war es, die zum Fall seiner zweiten Regierung führte. Cairoli verließ sich auf französische Zusicherungen und nahm an, dass Großbritannien sich der Ausdehnung des französischen Einflusses in Nordafrika widersetzen würde, und konnte so die französische Besetzung von Tunis nicht vorhersehen und verhindern, die sich am 11. Mai 1881 ereignete. Im Angesicht der zu erwartenden öffentlichen Empörung über diesen Fehler trat er zurück und verschwand von der Bühne der Politik.

## Nach dem Rückzug aus der Politik
1887 wurde er mit dem Collare dell’Annunziata ausgezeichnet, dem höchsten Ehrenzeichen Italiens. Er starb am 8. August 1889, als er zu Gast bei König Umberto I. im königlichen Palast von Capodimonte bei Neapel war.
Cairoli war einer der bedeutendsten Vertreter jener Generation von Patrioten, die, nachdem sie ihr ganzes Leben lang für die nationale Vereinigung gekämpft hatten, nicht den Anforderungen an die verantwortungsvollen Aufgaben eines Parlamentariers oder eines Staatsmannes gerecht wurden. Mangelndes Gespür für außenpolitische Gelegenheiten und die Verwaltung bildeten Hindernisse für die Weiterentwicklung des Landes.